# Yenibeyli
Yenibeyli (ryska: Елчубейли) är en ort i Azerbajdzjan.   Den ligger i distriktet Sabirabad Rayonu, i den centrala delen av landet, 130 km väster om huvudstaden Baku. Antalet invånare är 3 484.
Terrängen runt Yenibeyli är mycket platt. Runt Yenibeyli är det ganska tätbefolkat, med 80 invånare per kvadratkilometer.. Närmaste större samhälle är Saatlı, 14,1 km söder om Yenibeyli.
Trakten runt Yenibeyli består till största delen av jordbruksmark.